# Al-Haqqa
Al-Haqqa (arabisch الحَاقّة al-Ḥāqqa ‚Die fällig wird‘; ‚In der es wahr wird‘) ist die 69. Sure des Korans, sie enthält 52 Verse. Die Sure ist wohl gegen Ende der ersten mekkanischen Periode entstanden (610–615).
Der namensgebende Begriff wird in den einleitenden drei Versen dreimal aufgegriffen und in Vers 4 mit „die Katastrophe“ umschrieben (siehe dazu den Beginn der Sure 101). Er kann auch übersetzt werden: „die alles wahr macht“. Dies ist die Stunde des Jüngsten Gerichts. Die Verse 4–12 erinnern an die Bestrafung der ungläubigen Völker: Thamud und ʿĀd, Pharao und die Zeitgenossen Noahs. In Vers 13–37 wird auf die näheren Umstände am Ende der Zeit näher eingegangen: einmaliges Trompetenblasen, Erdbeben, Beurteilung der Gläubigen und Ungläubigen. Die abschließenden Verse 38–52 wenden sich gegen die Verleugner der prophetischen Sendung Mohammeds.